# Mount-Callan-Stein
Der Mount-Callan-Stein ist ein Ogham-Stein, der am Berg Slievecallan (früher: Mount Callan) nördlich des Sees Lough Boolynagreana und nördlich der Straße von Ennis nach Milltown Malbay, Grafschaft Clare, Irland, liegt. Er wurde im Jahr 1780 oder etwas vorher angefertigt. Das Auffinden des Mount-Callan-Steins und die Diskussion um dessen Echtheit waren unmittelbar der Auslöser und Beginn der wissenschaftlichen Erforschung der anderen Ogham-Steine.

## Beschreibung

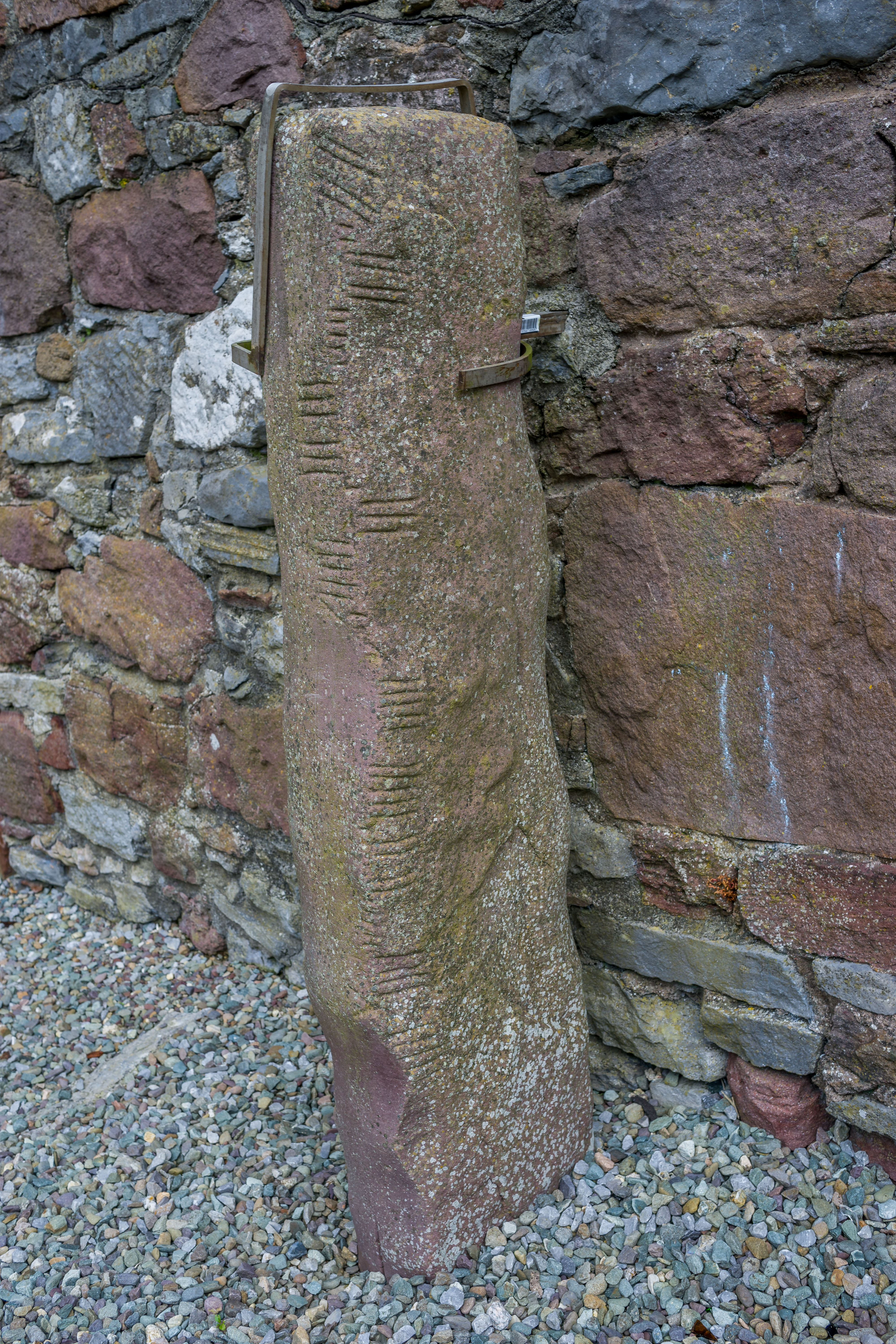
Ratass-Stein als Beispiel eines klassischen Ogham-Steins: Ogham-Zeichen an der Kante, Höhe 1,45 m

Die flache Platte ist 2,87 m lang und 87 cm breit. Der Stein wurde 1780 in einem Reiseführer über die Grafschaft Clare erstmals erwähnt und beschrieben. 1785 wurde erstmals die Abzeichnung der Ogham-Zeichen sowie deren Übertragung und Übersetzung veröffentlicht. In den folgenden Jahren wurden noch weitere Übertragungs- und Übersetzungsvorschläge verschiedener Wissenschaftler vorgestellt.

## Echtheit
Mit Beginn der Entdeckung des Mount-Callan-Steins wurde behauptet, dass es sich um einen Ogham-Stein mit einem Alter von etwa 1400 Jahren handelt. Bei den klassischen Ogham-Steinen aus der Zeit des 4. bis 7. Jahrhunderts handelt es sich jedoch um Säulensteine mit einer Höhe von meist 90 bis 180 cm. Die Inschrift verläuft bei diesen Steinen so gut wie immer an den Kanten in einer Leserichtung von unten nach oben. Es gibt bei allen bekannten Ogham-Inschriften (insgesamt etwa 400) keine Umrahmungen des Textes und auch keine Punkte als Worttrenner. Ausschließlich im Inisfallen-Ogham-Text, einem spätmittelalterlichen Manuskript, werden Punkte zur Worttrennung verwendet.
Die Gestaltung der Ogham-Inschrift des Mount-Callan-Steins (u. a. äußerst gerade gezogene Linie zusammen mit den Zeichen in einem rechteckigen Rahmen sowie Punkte als Worttrenner), die Form des Steins (Platte statt Säule) sowie auch sprachlicher Anachronismus (modernes Irisch!) ließen sehr schnell Zweifel an dem angeblich hohen Alter und der Ursprünglichkeit aufkommen.

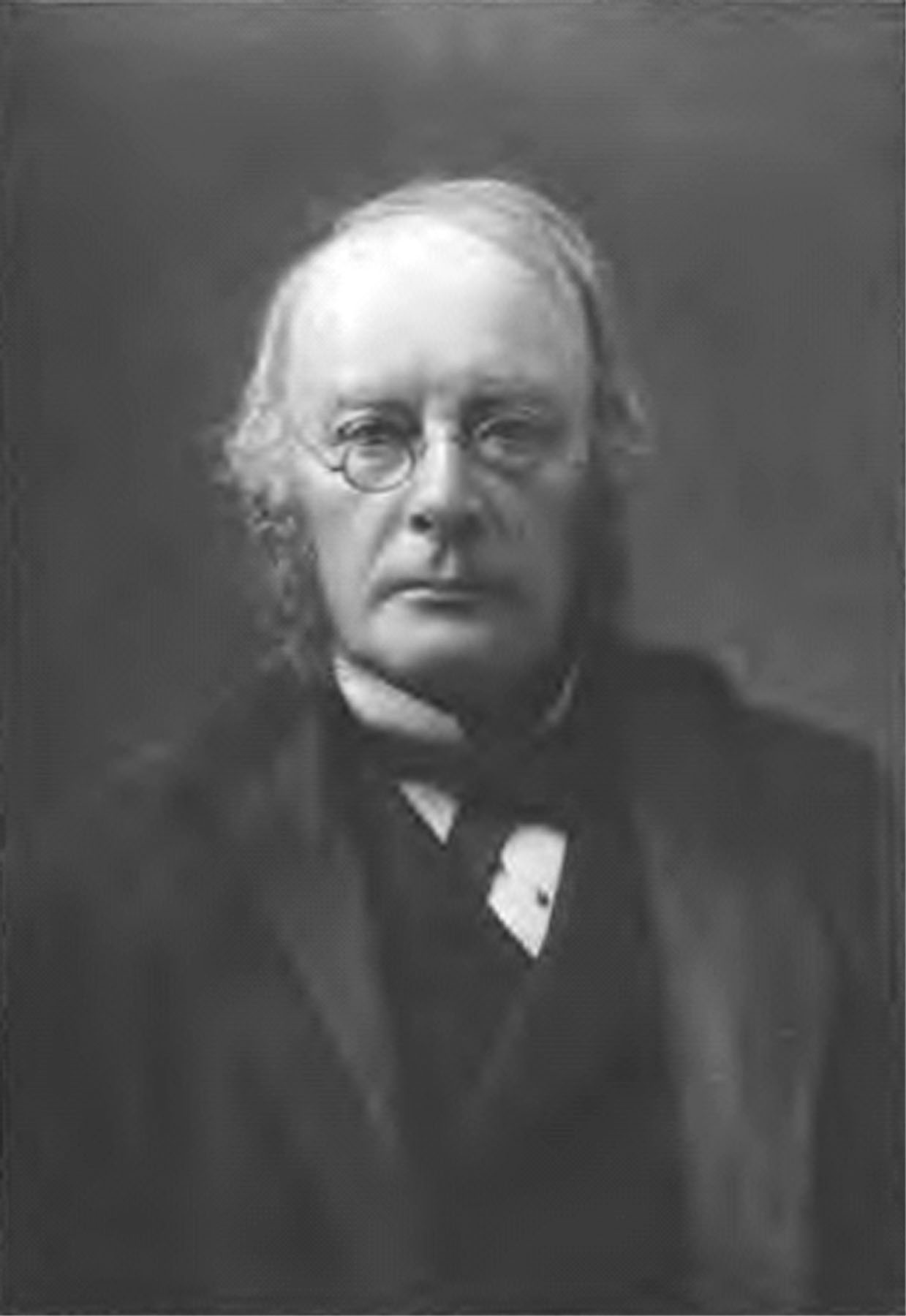
Samuel Ferguson

Die Fälschung bestätigte sich schließlich eindeutig als solche. Dennoch gab es auch weiterhin namhafte Befürworter der Echtheit des Steins wie z. B. den irischen Dichter, Rechtsanwalt und Altertumswissenschaftler Sir Samuel Ferguson (1810–1886), der noch 1887, über 100 Jahre nach Auffinden des Steins, dessen Authentizität vertrat.
Der Beweggrund der Fälschung war, durch die extreme Vordatierung der Inschrift des Steins das angebliche Grab des 295 n. Chr. erschlagenen Conán Colgac, eines Kriegers der keltischen Sagengestalt Fionn mac Cumhaill, zu kennzeichnen. Als Ergebnis sollte dadurch die (erfundene) Historizität des angeblich aus dem 4. Jahrhundert stammenden Epos „Ossian“ bewiesen werden. In Wirklichkeit hatte der Schotte James Macpherson (1736–1796) den Zyklus dieser epischen Gedichte, die ab 1760 veröffentlicht wurden, frei erfunden. Trotz der Fälschung ist dieser Stein ein Beispiel für die Kenntnis und das Wissen um die Ogham-Schrift auch noch gegen Ende des 18. Jahrhunderts.

## Bedeutung
Der Mount-Callan-Stein war der erste Ogham-Stein überhaupt, dessen Zeichen übertragen, übersetzt und veröffentlicht wurden. Die von Anfang an starke Kontroverse über die Ursprünglichkeit des Steins veranlasste die Wissenschaftler, über das Land zu gehen und nach weiteren Ogham-Steinen zu suchen. Somit gab erst das Auffinden des Mount-Callan-Steins den Anstoß, Ogham-Steine von nun an wissenschaftlich zu erforschen.